# Polytechnische Schule (Österreich)
Die Polytechnische Schule (auch Polytechnikum, fachlich PTS, in Schulnamen auch PS, umgangssprachlich kurz auch Poly) ist eine einjährige allgemein bildende Pflichtschule im österreichischen Bildungssystem, die an die 8. Schulstufe anschließt. Sie dient primär der Berufsvorbereitung und gehört zur Sekundarstufe II.

## Schulform und Bildungsziel
Die Polytechnische Schule ist eine Schulart, die die Lücke zwischen dem Ende der Sekundarstufe I in der 8. Schulstufe, und dem Ende der Unterrichtspflicht mit Ende des 15. Lebensjahres schließt.

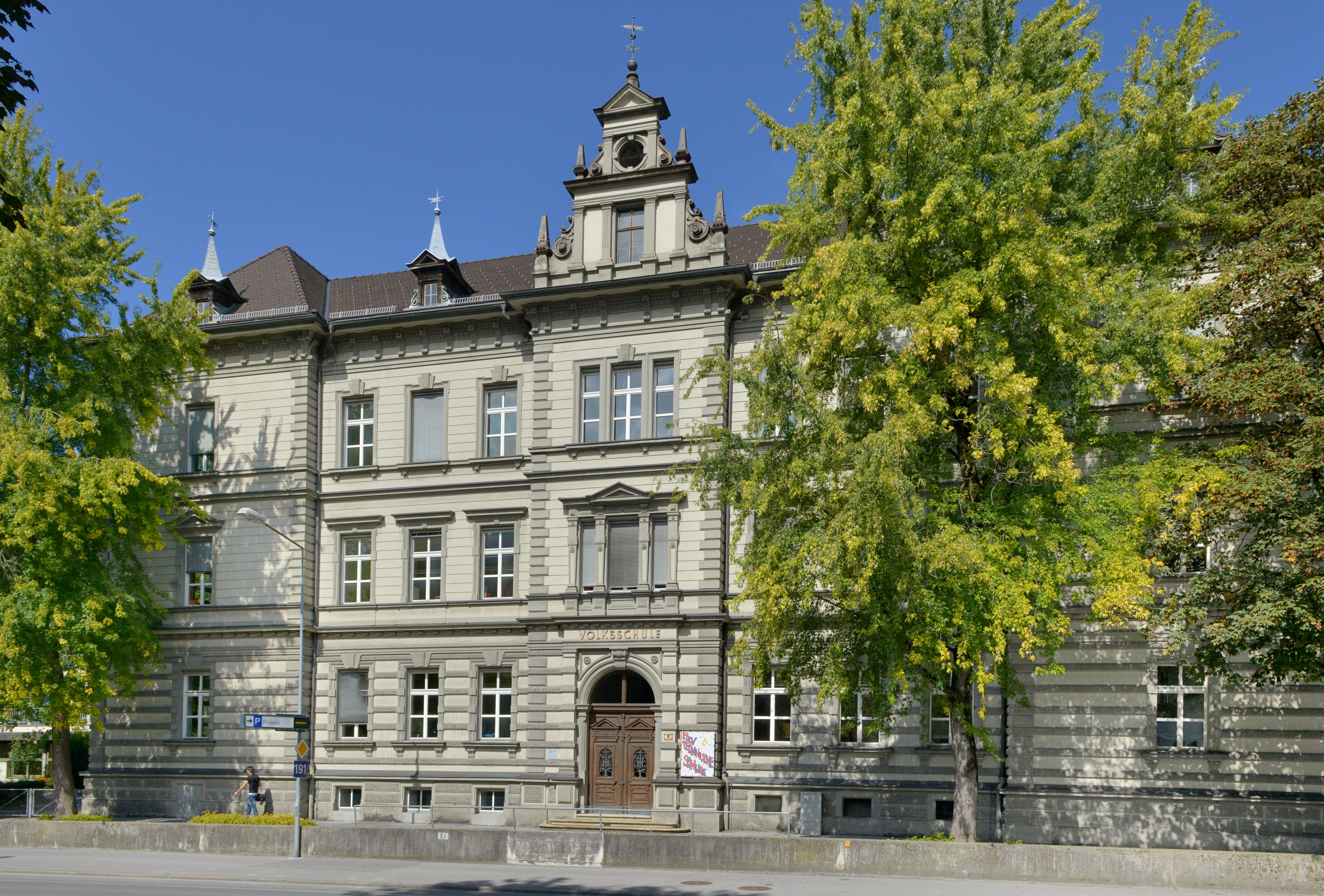
Ein ehemaliges Volksschulgebäude wurde in Feldkirch in eine PTS umgewandelt.

Bildungsziel der PTS ist „die Allgemeinbildung der Schüler in angemessener Weise zu erweitern und zu vertiefen, durch Berufsorientierung auf die Berufsentscheidung vorzubereiten und eine Berufsgrundbildung zu vermitteln“ (§ 28 SchOG).
Die Schule wird vornehmlich von Schülern genutzt, die nach dem Ende der Mittelschule eine Lehre anstreben und so das letzte Jahr der Schulpflicht durch den Besuch einer PTS erfüllen. Die Schüler sollen je nach Interesse, Neigung, Begabung und Fähigkeit für den Übertritt in die Lehre und die Berufsschule (Duale Ausbildung) bestmöglich qualifiziert, sowie für den Übertritt in weiterführende Schulen befähigt werden.
Die PTS bietet die Möglichkeit, sich für eine Ausbildungsrichtung festzulegen und Berufspraxis zu sammeln, das geschieht während berufspraktischer Tage. Daneben soll die PTS auch die Chance bieten, eine weiterführende Schule zu besuchen, wenn der Übertritt nicht mit Ende der Mittelschule gelingt.
Für die Aufnahme an einer Polytechnischen Schule ist der positive Abschluss einer Mittel- oder Sonderschule, sowie AHS-Unterstufe keine Voraussetzung. Außerdem kann ein Schüler, der keine Lehrstelle findet, auch ein freiwilliges 10. Jahr in dieser Schulform verbringen.
Eine Polytechnische Schule kann entweder selbstständig oder in organisatorischer Einheit mit einer anderen Pflichtschule errichtet werden.

### Fachbereiche
Die Polytechnische Schule bietet zur Erreichung dieser Ziele verschiedene Fachbereiche an, aus denen die Schüler wählen können:
- Fachbereich Metall / Elektro
- Fachbereich Mechatronik
- Fachbereich Holz / Bau
- Fachbereich Dienstleistung
- Fachbereich Tourismus
- Fachbereich Handel / Büro
- Fachbereich IT-Büro bzw. Informatik
- Fachbereich Gesundheit und Kosmetik

sowie einige Sonderlehrpläne.
Die Fachbereiche werden ergänzt durch Zertifikate wie den Computerführerschein (ICDL) oder den Unternehmerführerschein.

### Zur Stellung der Polytechnischen Schule im Schulsystem
Mit der ersten Nachkriegs-Schulnovelle 1962 wurde in Österreich die allgemeine Schulpflicht von acht auf neun Jahre verlängert. Dabei wurde ein in Österreich einzigartiger und auch europaweit seltener Lehrgang eingeführt, der explizit dieses eine Jahr nutzen soll, die Allgemeinbildung abzurunden, und insbesondere den Schülern die Berufswahl zu erleichtern (Sekundarstufe II, ISCED-Level 3C). Die beiden anderen Optionen, die nach der SchOG-Novelle zur Disposition gestanden waren, eine Verlängerung der Hauptschule (heute Mittelschule) auf fünf Jahre, oder eine Verlängerung der Volksschule auf fünf Jahre mit Nach-hinten-Verschieben der Hauptschule und AHS, wurde seinerzeit verworfen. Nach zehn Jahren Schulversuch (1970–1980) wurde die Schulart mit der 6. SchOG-Novelle 1980 festgelegt (§ 28).

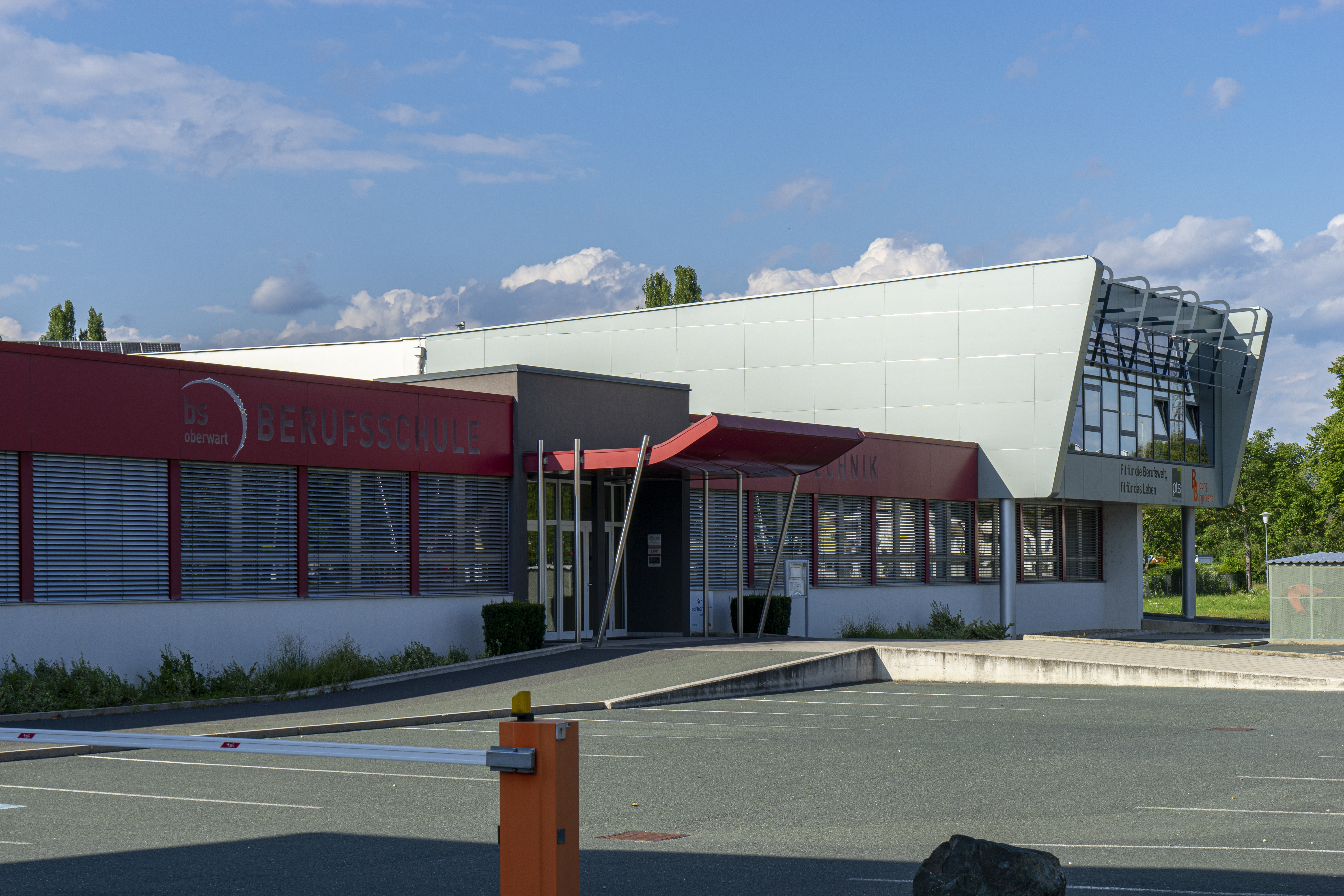
PTS- und Berufsschulgebäude in Oberwart

Das an sich ambitionierte Anliegen konnte seinen Ansprüchen aber nie wirklich gerecht werden. Die allgemeinbildenden Inhalte scheinen keinen konkreten Bedarf abzudecken. Die Praxisorientierung, die im Bildungsziel festgesetzt war, ist aufgrund unzulänglicher Ausstattung immer weit hinter dem geblieben, was sich handwerklich interessierte Schüler für ihre Ausbildung erwarteten, und was auch in der anschließenden Lehre Standard ist.
Und die – ebenfalls gesetzlich verankerten – Übertrittsmöglichkeiten in eine weiterführende Schule konnten nicht genutzt werden, weil der Lehrplan des Polytechnischen Lehrgangs mit dem der weiterführenden Schulen nicht übereinstimmte, womit der Besuch der PTS gar keine andere Chance als einen Lehrberuf mehr zulässt, wenn man kein Jahr verlieren will. Daher wurde die Polytechnische Schule, egal, ob der Schüler eine Lehre zu machen beabsichtigt, Lerndefizite ausgleichen oder nur seine Schulpflicht absolvieren will, von Anfang an als ein „verlorenes Jahr“ gesehen. Auch seitens der Wirtschaft sah man das ähnlich, in den 1960ern und 70ern herrschte großer Lehrlingsmangel.

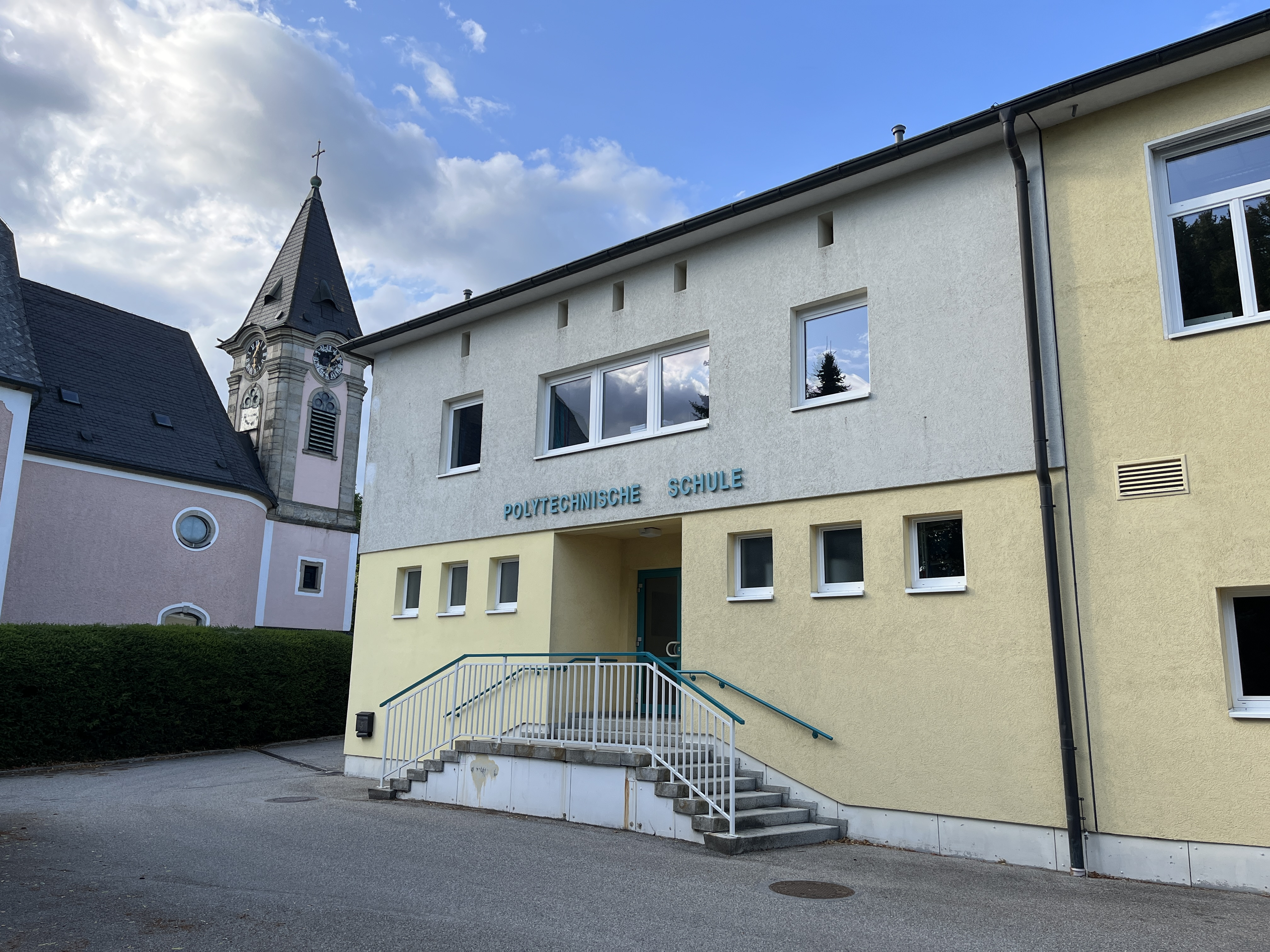
Polytechnische Schule in Bad Leonfelden

Damit begann auch eine soziale Abwertung dieser Schule.
Reformen in einem breitangelegten weiteren Schulversuch 1990–1996 wie auch ab 2000 – Poly-2000, Umwandlung des Polytechnischen Lehrgangs (PL) in die Polytechnische Schule (PTS) – haben das trotz anfänglich positiver Ergebnisse nicht aufhalten können.
Im Schuljahr 1980/81 wählten 30 Prozent des entsprechenden Schülerjahrgangs die PTS, bis 2009/10 sank der Anteil auf 19,4 Prozent.
Von den über 60.000 Schülern eines Jahrgangs, die 2012 die Mittelschule abschlossen, hatten etwa 9.500 ihre Schulpflicht schon erfüllt und verblieben entweder ohne weitere schulische Ausbildung (ca. 4.000) oder wechselten direkt in die Lehre/Fachschule (4.500), und 20.000 gingen an die Polytechnische Schule.
Die Hälfte aller Hauptschulabsolventen wechselt aber nicht in eine Polytechnische Schule, sondern eine berufsbildende mittlere oder höhere Schule (BMHS; BMS: 13.000, BHS: 18.500).
Tatsächlich traten aber über 40.000 Jugendliche in der 10. Schulstufe in die duale Ausbildung ein. Das heißt, 20.000 der Schüler, die in eine BMHS wechselten, wechselten nicht, um diese Schulen abzuschließen, sondern das 9. Pflichtschuljahr zu überbrücken – sie wussten wohl schon, welche Berufsrichtung sie wählen wollten, brauchten also keine Berufsorientierung mehr, und sahen bei zukünftigen Lehrbetrieben bessere Chancen, wenn sie die PTS umgingen. Umgekehrt dürften die Polytechnische Schule speziell diejenigen wählen, die von den BMHS abgewiesen werden, oder aber noch keine konkrete Vorstellung von ihrem zukünftigen Arbeitsleben haben. Inzwischen wird das von der Wirtschaft kritisch gesehen, weil die Absolventen des 1. Jahres einer BMHS noch keinerlei Vorbereitung auf den lehrberufliche Ausbildung bekommen haben: dort zielen die Lehrpläne aufbauend auf den Abschluss- bzw. Diplomprüfung.
Tatsächlich zeigt sich aber darin eine starke Stadt-Land-Differenzierung: Im urbanen Raum wird die Polytechnische Schule als wenig hochwertiger Schulgang gesehen – in Wien besuchen etwa 60 % der österreichischen Schüler mit Migrationshintergrund eine PTS (österreichischer Gesamtdurchschnitt ist 18 %, überdurchschnittliche Raten in diesem Bereich gelten als typischer Problemfeldindikator).
Am Land sind primär die Gegebenheiten entscheidend: Während Polytechnische Schulen durchwegs an den Mittelschulstandorten angesiedelt sind, sind – insbesondere für den Berufswunsch passende – mittlere und höhere Schulen oft weit entfernt. Hier treten meist ganze Mittelschulklassen relativ geschlossen in die Polytechnische Schule über, weil keine Wahlmöglichkeit vorhanden ist und ein Verbleib im sozialen Umfeld höher bewertet wird als Schulkarriere. Im ländlichen Raum ist die Polytechnische Schule der Normalbildungsgang eines Lehrlings und keineswegs negativ besetzt.